# Titularbistum Abbir Maius
Abbir Maius (ital.: Abbir Maggiore) ist ein Titularbistum der römisch-katholischen Kirche.
Es geht zurück auf einen untergegangenen Bischofssitz in der gleichnamigen antiken Stadt Abbir Maius.
| Titularbischöfe von Abbir Maius |                                                              |                                                                                                |                   |                   |
| Nr.                             | Name                                                         | Amt                                                                                            | von               | bis               |
| 1                               | Louis Van Dyck CICM                                          | Apostolischer Vikar von Suiyüan (Republik China)                                               | 10. August 1915   | 4. Dezember 1937  |
| 2                               | John Baptist Hou                                             | Apostolischer Vikar von Shihnan (China)                                                        | 13. Februar 1940  | 10. November 1942 |
| 3                               | Jan Władysław Obłąk                                          | Weihbischof in Gnesen, Ermland (Polen)                                                         | 20. November 1961 | 13. April 1982    |
| 4                               | Bernard Henri René Jacqueline Titularerzbischof pro hac vice | Apostolischer-Pro-Nuntius in Burundi, Marokko                                                  | 24. April 1982    | 26. Februar 2007  |
| 5                               | Thaddeus Cho Hwan-Kil                                        | Weihbischof in Daegu (Südkorea)                                                                | 23. Mai 2007      | 4. November 2010  |
| 6                               | Miguel Olaortúa Laspra OSA                                   | Apostolischer Vikar von Iquitos / Apostolischer Administrator von San José del Amazonas (Peru) | 2. Februar 2011   | 1. November 2019  |
| 7                               | Michael Andrew Gielen                                        | Weihbischof in Auckland (Neuseeland)                                                           | 6. Januar 2020    | 21. Mai 2022      |
| 8                               | Ruben Caballero Labajo                                       | Weihbischof in Cebu (Philippinen)                                                              | 23. Juni 2022     | 15. Oktober 2024  |